# Manderlay
Manderlay is een Deense film uit 2005 van Lars von Trier. De film is het vervolg van Dogville en het tweede deel uit de vooralsnog onvoltooide trilogie USA - Land of Opportunities. Bryce Dallas Howard speelt Grace Mulligan, en neemt daarmee de rol over van Nicole Kidman die wegens conflicten niet meer te zien zal zijn in de trilogie. Overige (hoofd)rollen zijn er voor Willem Dafoe, Lauren Bacall, Chloë Sevigny en Danny Glover.
De sobere, schematische inrichting van de mise-en-scène in Manderlay wordt wel beschouwd als een van de weinige navolgingen van een door Bertolt Brecht bedachte vorm van theater.
De film won één prijs en werd in totaal 15 keer genomineerd.
Het derde deel, "Washington", zou in 2008 worden uitgebracht maar in februari 2010 was deze film nog in ontwikkeling.

## Rolverdeling
| Acteur              | Personage       |
| ------------------- | --------------- |
| Hoofdrollen         |                 |
| Bryce Dallas Howard | Grace           |
| Willem Dafoe        | Vader van Grace |
| Danny Glover        | Wilhelm         |
| Bijrollen           |                 |
| Isaach de Bankolé   | Timothy         |
| Lauren Bacall       | Mam             |
| Michaël Abiteboul   | Thomas          |
| Jean Marc Barr      | Mr. Robinson    |
| Geoffrey Bateman    | Bertie          |
| Virgile Bramly      | Edward          |
| Ruben Brinkman      | Bingo           |
| Doña Croll          | Venus           |
| Jeremy Davies       | Niels           |
| Llewella Gideon     | Victoria        |
| Mona Hammond        | Old Wilma       |
| Ginny Holder        | Elizabeth       |
| Emmanuel Idowu      | Jim             |
| Željko Ivanek       | Dr. Hector      |
| Teddy Kempner       | Joseph          |
| Rik Launspach       | Stanley Mays    |
| Suzette Llewellyn   | Flora           |
| Udo Kier            | Mr. Kirspe      |
| Charles Maquignon   | Bruno           |
| Joseph Mydell       | Mark            |
| Javone Prince       | Jack            |
| Clive Rowe          | Sammy           |
| Chloë Sevigny       | Philomena       |
| Nina Sosanya        | Rose            |

## Prijzen en nominaties
Op 16 mei 2005 had Manderlay zijn première op het Filmfestival van Cannes. Hier werd hij genomineerd voor een Gouden Palm. In datzelfde jaar won het de 50 Anniversary Prize op het Valladolid International Film Festival in Spanje. Tijdens het Robert Festival in 2006 in Denemarken werd de film negen keer genomineerd voor een zogenoemde Robert. Genomineerden waren onder anderen Lars von Trier (Beste regisseur en scenarioschrijver), Bryce Dallas Howard (Beste actrice) en Manon Rasmussen (Beste kostuumontwerp).

## Achtergrond
- Het drama speelt zich af in het zuiden van de Verenigde Staten, kort na afschaffing van de slavernij. Manderlay is de naam van de plantage waar Grace en haar vader terechtkomen. Daar is de voormalige eigenares 'Mam' kortgeleden gestorven. Voormalig slaaf Thomas leidt de plantage aan de hand van 'Mam's Law', een wetboek voor de plantage. Thomas vraagt Grace haar te helpen met het besturen van de plantage. Haar vader vertrekt weer, maar Grace besluit om op Manderlay te blijven, samen met een aantal van haar vaders 'Gangsters'. Zij zal proberen de voormalige slaven te helpen met hun nieuw verworven vrijheid om te gaan. Zij laat ze kennismaken het principe van de democratie, zelfbeschikking en rechtvaardigheid.

Veel van de beslissingen van Grace die ingaan tegen 'Mam's Law' blijken verkeerd uit te pakken. Veel regels die op het eerste gezicht wreed en onzinnig leken bleken achteraf nuttig te zijn. Zij spoort de werknemers aan om hun huizen op te knappen, maar het gevolg is dat vrijwel niemand meer gemotiveerd is om aan de oogst te werken. Het hout dat nodig is voor het opknappen van de hutten, laat zij halen uit de ogenschijnlijk ongebruikte haag rond de plantage. Achteraf blijkt deze haag als beschutting gediend te hebben tegen een jaarlijks terugkerende storm die de eerste oogst vernietigt. Degenen die ze vertrouwt, bedriegen haar en wie ze veracht blijken eerzamer dan ze gedacht had.

## Stijl
De speelfilm wekt de indruk van een verfilmd toneelstuk, doordat het geheel zich af lijkt te spelen op één groot plat vlak. 'Gebouwen' worden nu en dan zelfs alleen maar schematisch weergegeven door lijnen op de vloer. Elke vorm van landschap ontbreekt. Von Trier sluit hiermee aan op een brechtiaanse traditie. De niet-realistische setting zou als doel hebben, dat de kijker zich concentreert op handeling en dialoog.